# Муньос, Хуан
Хуан Муньос Муньос (исп. Juan Muñoz Muñoz; 12 ноября 1995, Утрера, Испания) — испанский футболист, нападающий клуба «Униан Лейрия».

## Клубная карьера
Муньос является воспитанником академии «Севильи». 15 февраля 2014 года он заключил свой первый профессиональный контракт до конца сезона 2015/16. Свой первый матч на профессиональном уровне Хуан отыграл 22 февраля 2014 года против клуба «Линесе» в Сегунде Б за «Севилья Атлетико».
13 июля 2014 года Муньос был вызван главным тренером команды Унаи Эмери на предсезонный сбор с основным составом, и уже 27 июля отметился мячом в товарищеском матче с брауншвейгским «Айнтрахтом».
3 декабря 2014 года Хуан отыграл первый матч в Кубке Испании против «Сабаделя», заменив на 75-й минуте Кевина Гамейро. По ходу этого же футбольного сезона 8 февраля 2015 года состоялся и его дебют в чемпионате Испании против клуба «Хетафе», Муньос вышел на поле на 56-й минуте вместо Яго Аспаса. 30 сентября 2015 года Муньос сыграл свою первую встречу в Лиге чемпионов против «Ювентуса».
4 января 2016 года Хуан продлил контракт с красно-белыми до 2019 года. Свой первый гол в Примере Муньос забил 14 мая 2016 года в последнем туре сезона 2015/16 на 55-й минуте матча против «Атлетика» из Бильбао.